# Alpi Marittime
Le Alpi Marittime sono un tratto della catena alpina situato nelle Alpi Occidentali. Secondo la Partizione delle Alpi sono la sezione alpina che si estende tra il colle di Tenda e il colle di Cadibona. Secondo la SOIUSA, invece, esse costituiscono una sottosezione compresa nella sezione "Alpi Marittime e Prealpi di Nizza" e si estendono dal Colle di Tenda sino al Colle della Maddalena.

## Classificazione
Le Alpi Marittime nelle varie classificazioni alpine hanno limiti e confini diversi e una classificazione differente.

### Secondo la Partizione delle Alpi
Secondo la Partizione delle Alpi del 1926, e secondo i testi recenti su questa basati, le Alpi Marittime formano una sezione delle Alpi Occidentali e comprendono anche le Alpi Liguri; il loro codice è "Ⅰ".
Nel dettaglio la classificazione delle Alpi Marittime secondo la Partizione delle Alpi è la seguente:
- Grande parte = Alpi Occidentali
- Sezione = Alpi Marittime
- Codice = I

### Secondo la Suddivisione Orografica Internazionale Unificata del Sistema Alpino

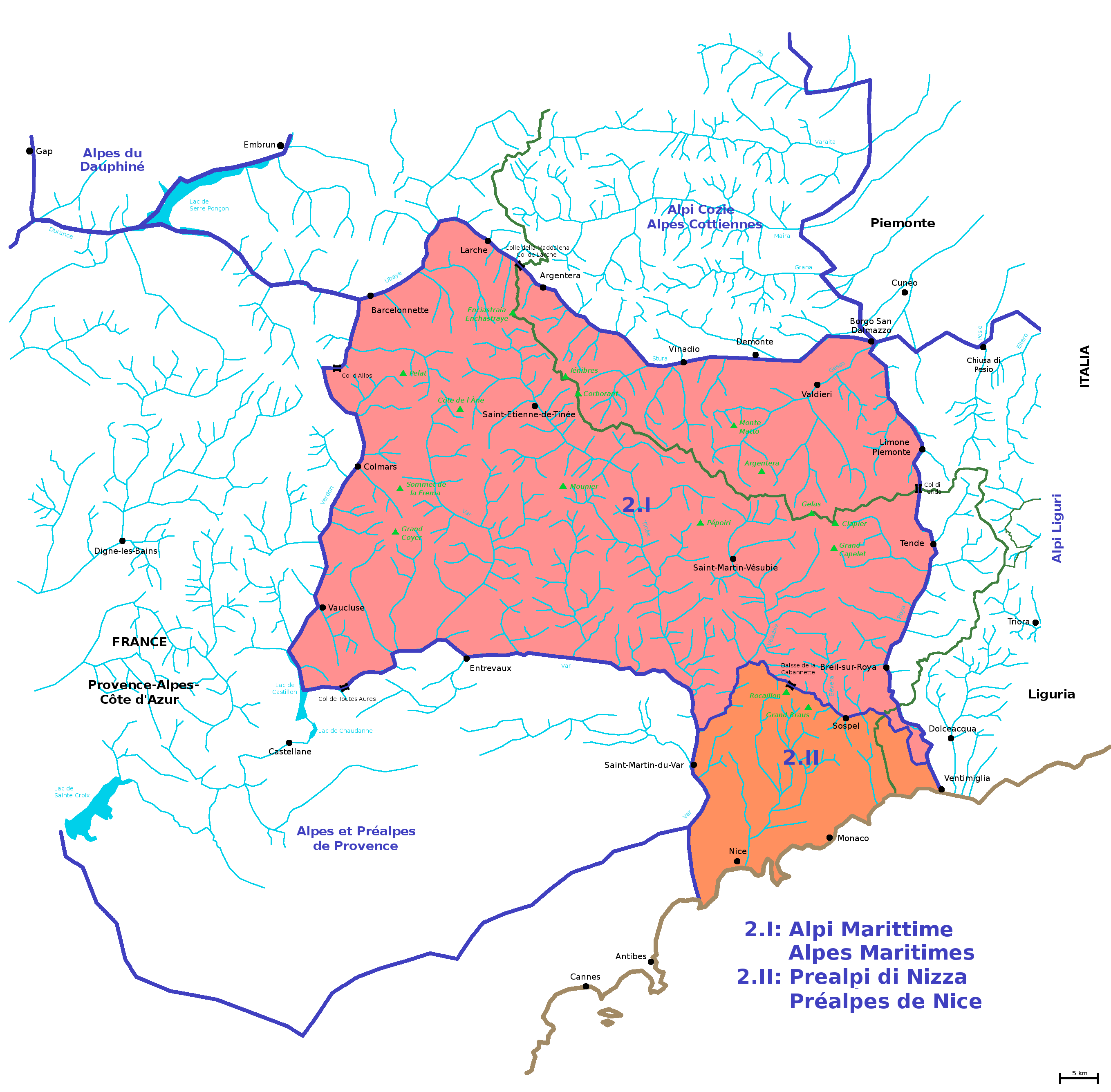
Carta delle Alpi Marittime secondo la SOIUSA, che le considera una sottosezione della sezione Alpi Marittime e Prealpi di Nizza.

Secondo la Suddivisione Orografica Internazionale Unificata del Sistema Alpino (SOIUSA) del 2005 le Alpi Marittime sono una sottosezione alpina che insieme alla sottosezione Prealpi di Nizza costituiscono una sezione delle Alpi Sud-occidentali.
Per questo motivo, secondo la SOIUSA, le Alpi Marittime non comprendono le Alpi Liguri (tratto alpino a sé stante compreso tra il colle di Cadibona e il colle di Tenda).
Nel dettaglio la classificazione della SOIUSA delle Alpi Marittime è la seguente:
- Grande parte = Alpi Occidentali
- Grande settore = Alpi Sud-occidentali
- Sezione = Alpi Marittime e Prealpi di Nizza
- Sottosezione = Alpi Marittime
- Codice = I/A-2.I

## Confini

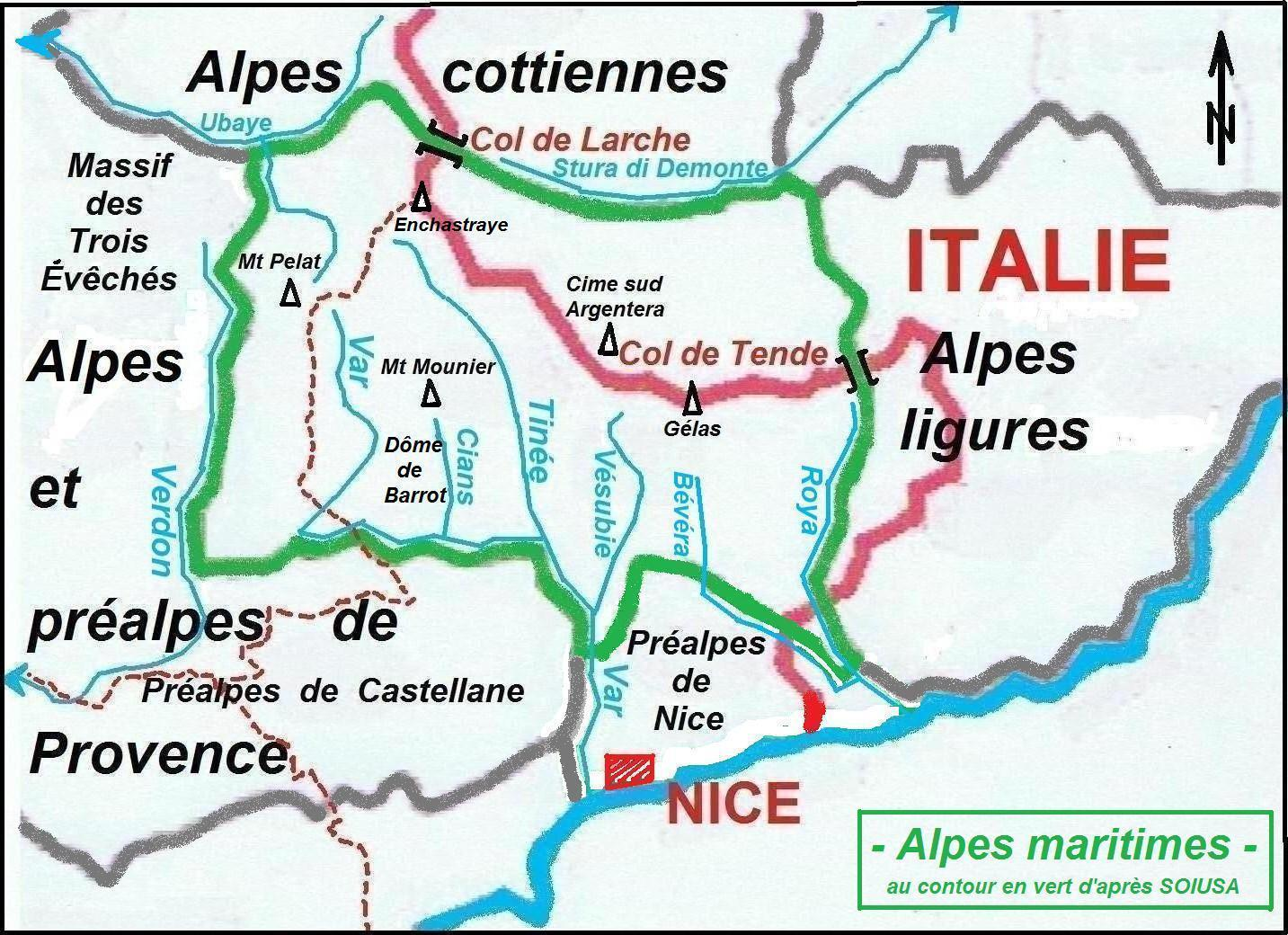
Carta delle Alpi Marittime all'interno della sezione Alpi Marittime e Prealpi di Nizza.

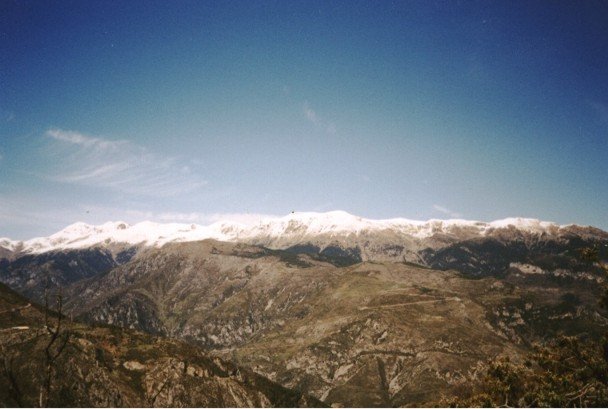
Panorama delle Alpi Marittime

Secondo la Partizione delle Alpi, le Alpi Marittime confinano a nord con le Alpi Cozie dalla quali sono separate dal Colle della Maddalena e ad est confinano con gli Appennini, dai quali li divide la Bocchetta di Altare o Colle di Cadibona.
La SOIUSA, mantiene come limite settentrionale delle Alpi Marittime il Colle della Maddalena (1996 m s.l.m.), mentre, considera loro confine orientale il colle di Tenda (1871 m s.l.m.), che le divide dalle Alpi Liguri.
A sud confinano con le Prealpi di Nizza, dalle quali sono separate dalla Baisse de la Cabanette; a sud ovest con le Prealpi di Grasse, dalle quali sono separate dal colle di Toutes Aures; ad ovest con le Alpi di Provenza, dalle quali sono separate dal colle d'Allos.

## Caratteristiche
Secondo la tradizione, registrata nella Partizione delle Alpi, il nome marittime deriva dal fatto che questa sezione alpina è il tratto della catena che più si avvicina al mare.
Secondo la SOIUSA, le Alpi Liguri, che lambiscono il mare, non sono comprese all'interno delle Alpi Marittime per la diversa natura delle rocce che compongono i due tratti montuosi: le Marittime hanno rocce granitiche, le Liguri calcaree.
Nelle Marittime sono già evidenti gli aspetti tipici delle Alpi Occidentali, caratterizzate da guglie e creste aguzze, ripidi canaloni ed enormi pietraie, strette valli incassate di origine fluviale affiancate da valli più aperte di origine glaciale, numerosi laghi e quote piuttosto elevate.
Dal punto di vista geologico, le Marittime sono caratterizzate da una forte variabilità: si alternano, infatti, rocce calcaree e dolomitiche (che caratterizzano, ad esempio, la Valle Stura di Demonte), a rocce granitiche (fra tutti, il massiccio cristallino dell'Argentera in Valle Gesso), tutte fortemente modellate dall'azione erosiva millenaria dei ghiacciai.

## Profilo orografico

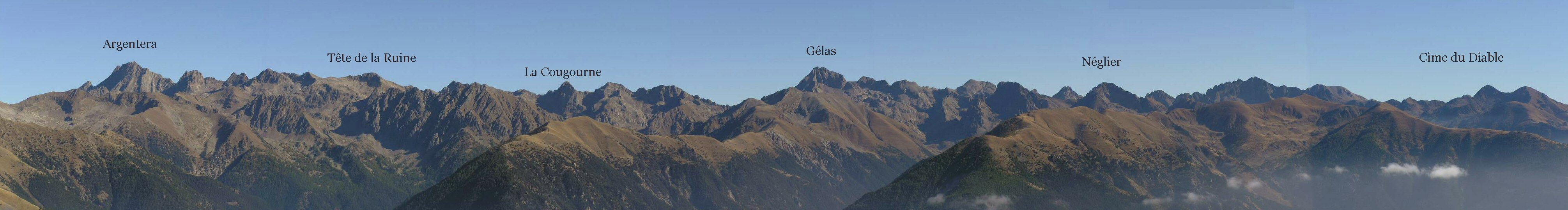
Panorama sulle Alpi Marittime dal versante francese.

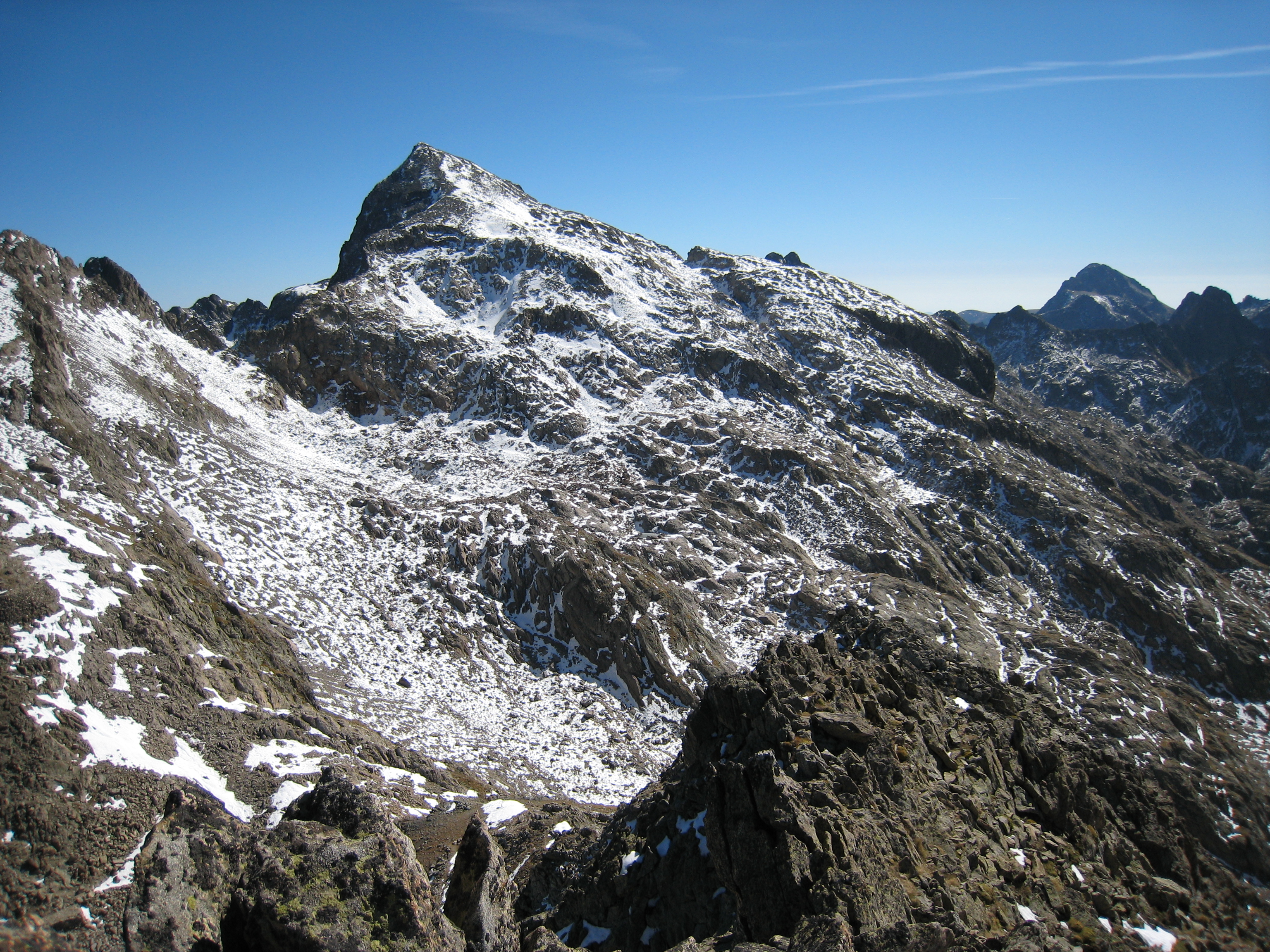
Monte Clapier

Percorrendo con lo sguardo il profilo aspro di queste montagne e partendo dal Colle di Tenda, si può osservare il tratto orientato Est-Ovest, caratterizzato dai 2755 m della Rocca dell'Abisso, che sovrasta le valli Vermenagna, Gesso e Valmasque.
In corrispondenza della Valle Gesso, la catena montuosa compie un'ampia "virata" mutando il suo orientamento da Est-Ovest a Sud-Nord: questa valle con il vasto bacino del torrente Gesso, funge da "cerniera" tra i due tratti e comprende le cime più elevate delle Marittime. In sequenza si possono incontrare il Monte Clapier (3045 m), ai cui piedi si annidano i ghiacciai più meridionali delle Alpi e il massiccio del Monte Gelàs (3143 m), soprannominato, in passato, "Monte Bianco delle Marittime" a causa dei suoi fianchi perennemente ricoperti da neve e piccoli ghiacciai e ritenuto la cima più alta di questo tratto della Catena Alpina; di qui lo spartiacque, mantenendosi costantemente intorno ai 2700-2800 m, raggiunge il Colle di Ciriegia (2551 m), valico attraverso il quale era in progetto un tunnel automobilistico mai realizzato. Poco prima del colle, all'altezza della Cima Ghiliè (2998 m), si sviluppa in territorio italiano un costone che comprende le punte più elevate: Cima di Nasta (3108 m), Monte Argentera (Cima Sud, 3297 m, Cima Nord, 3286 m), Monte Gelàs di Lourousa (3261 m), Monte Stella (3262 m); tra queste ultime due cime, sul lato Nord, si insinua l'impressionante canalone ghiacciato di Lourousa, sul quale si staglia anche l'imponente parete Nord del Corno Stella (3050 m), una delle cime più ardite del settore. Interessante ricordare che dalla suddetta Cima Ghiliè, con condizioni meteo ottimali, si gode di un panorama sul mar Mediterraneo e la Costa Azzurra, da Nizza fino a Cap d'Antibes.
Il tratto principale prosegue con cime di quota inferiore ai 3000 m (con l'eccezione del costone, parallelo al precedente, che comprende il massiccio del Monte Matto, 3097 m), fino al bacino del torrente Stura di Demonte, dove raggiunge ancora i 3031 m con il Monte Tenibres, prima di scendere lentamente fino ai 1996 m del Colle della Maddalena (alla testata della Valle Stura, confine di Stato e frequentato valico automobilistico).

## Suddivisione

### Secondo la Partizione delle Alpi
Secondo la Partizione delle Alpi, le Alpi Marittime sono suddivise nei seguenti gruppi e sottogruppi:
- Gruppo Alpi Liguri (Ⅰ-a)
  - Sottogruppo del Settepani (Ⅰ-a-1);
  - Sottogruppo del Saccarello (Ⅰ-a-2);
  - Sottogruppo del Monjòie (Ⅰ-a-3).
- Gruppo Alpi del Varo (Ⅰ-b)
  - Sottogruppo del Monte Clapier (Ⅰ-b-1);
  - Sottogruppo dell'Enciastraia (Ⅰ-b-2);
  - Sottogruppo del Monte Pelat (Ⅰ-b-3).

### Secondo la SOIUSA
Secondo le definizioni della SOIUSA le Alpi Marittime si suddividono in cinque supergruppi e 18 gruppi e 46 sottogruppi:
- Gruppo Gelas-Grand Capelet (A)
  - Gruppo della Rocca dell'Abisso (A.1)
    - Cresta della Rocca dell'Abisso (A.1.a)

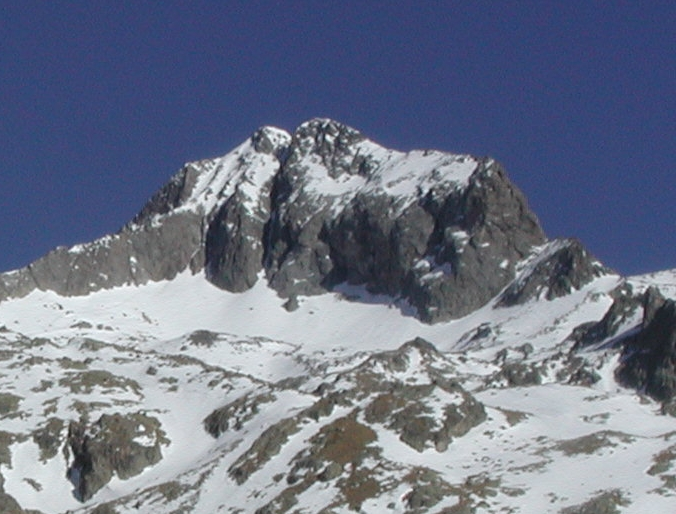
Monte Gelàs

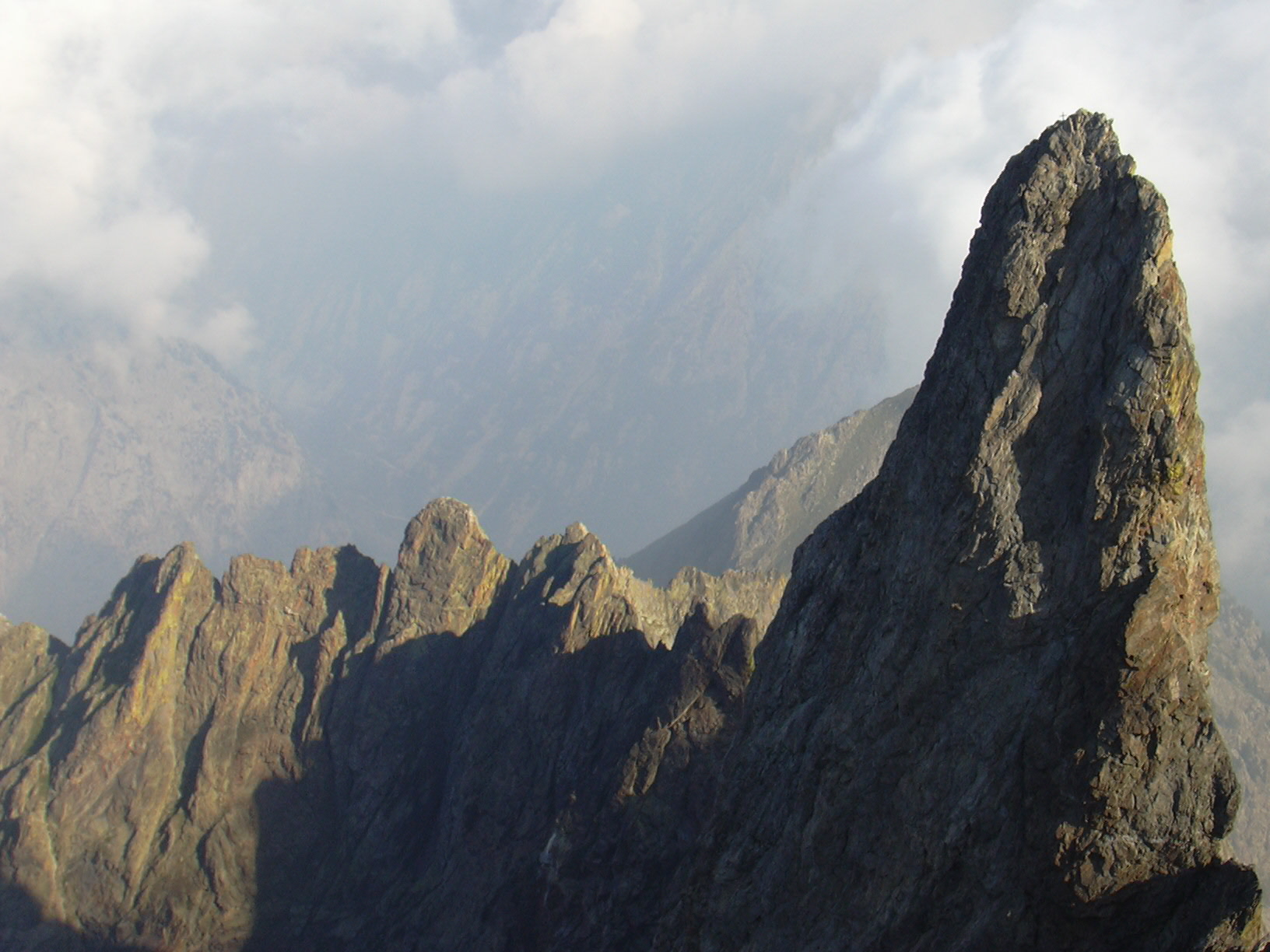
Corno Stella

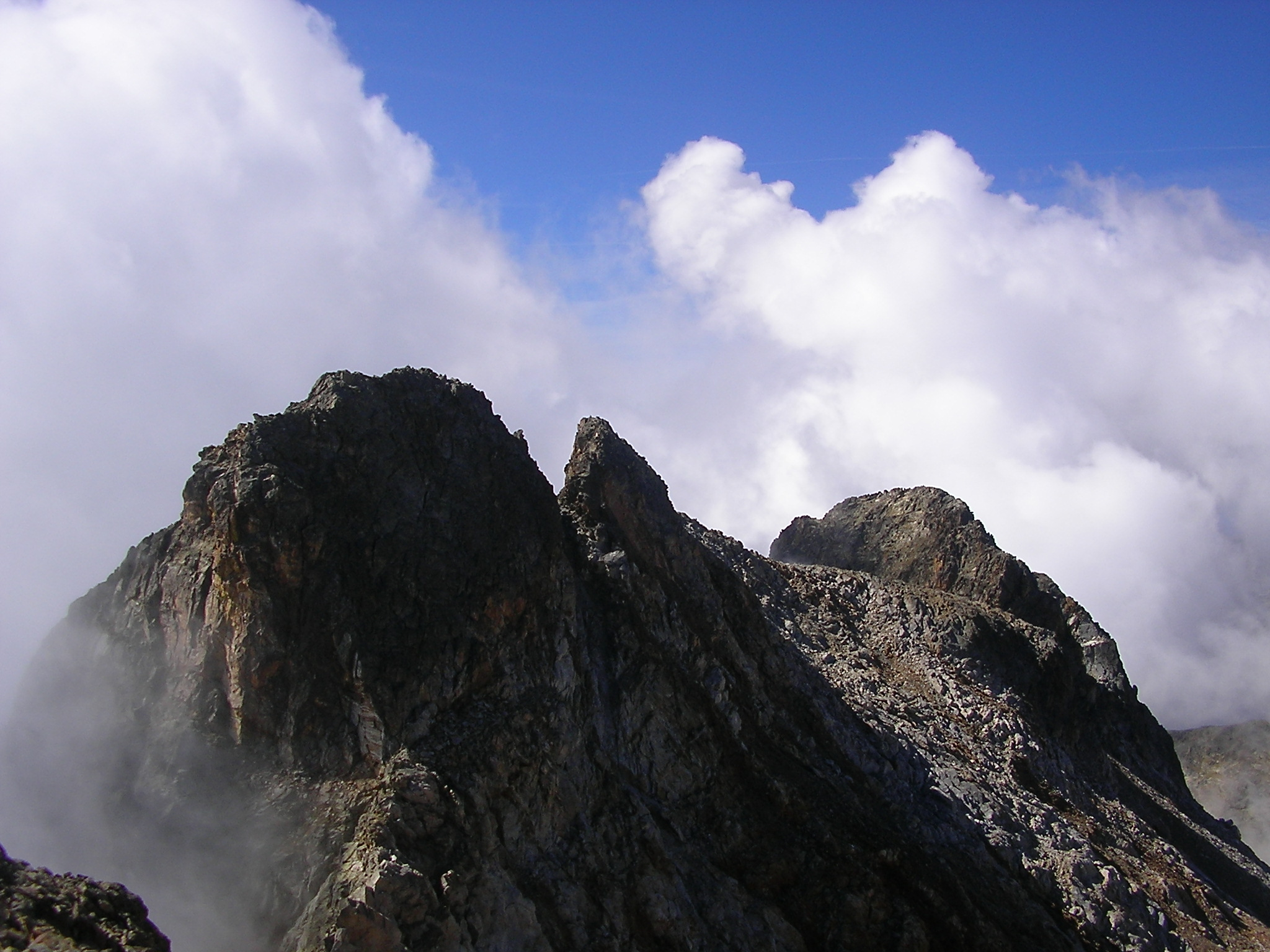
Monte Matto

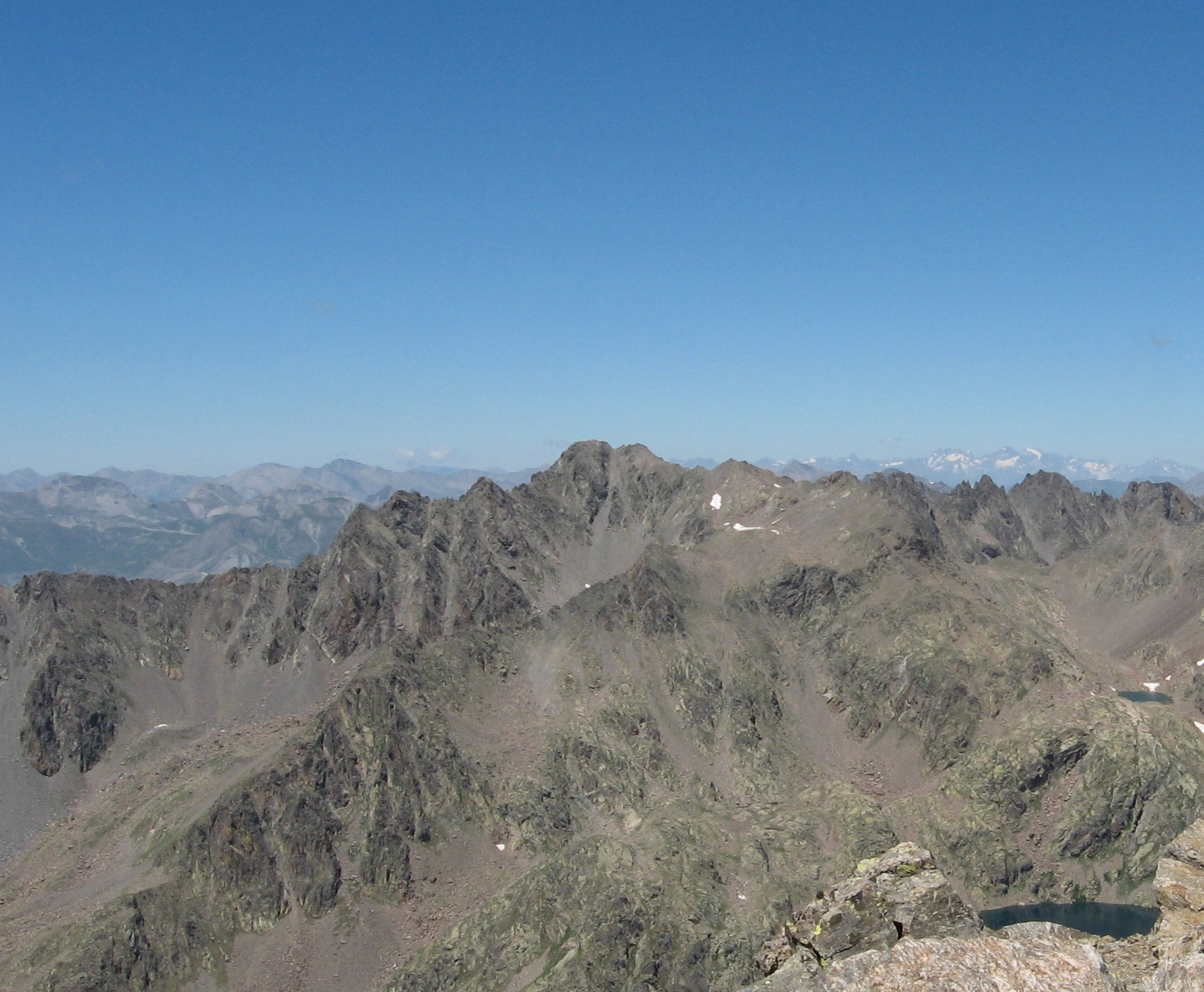
Monte Tenibres

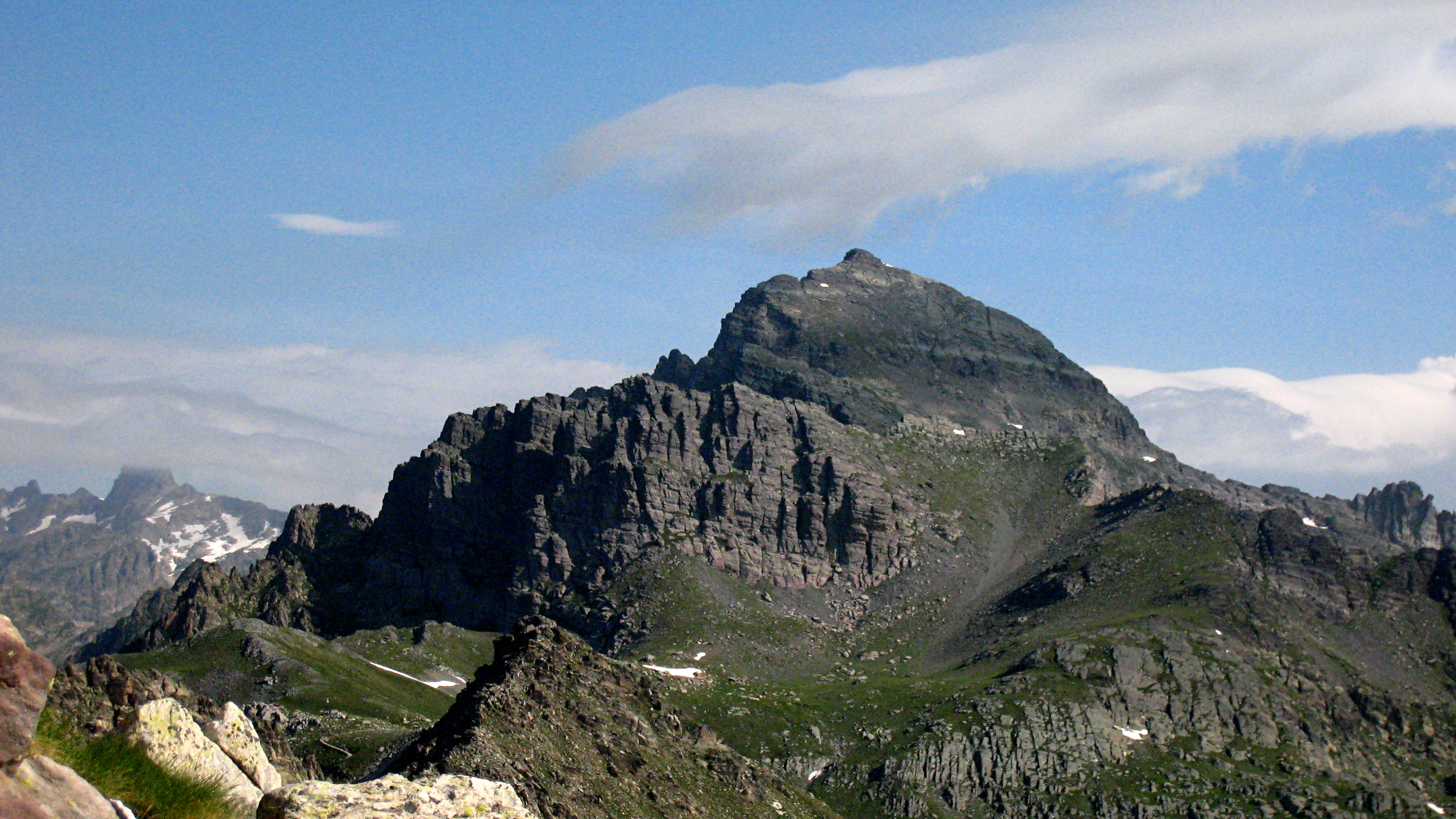
Grand Capelet

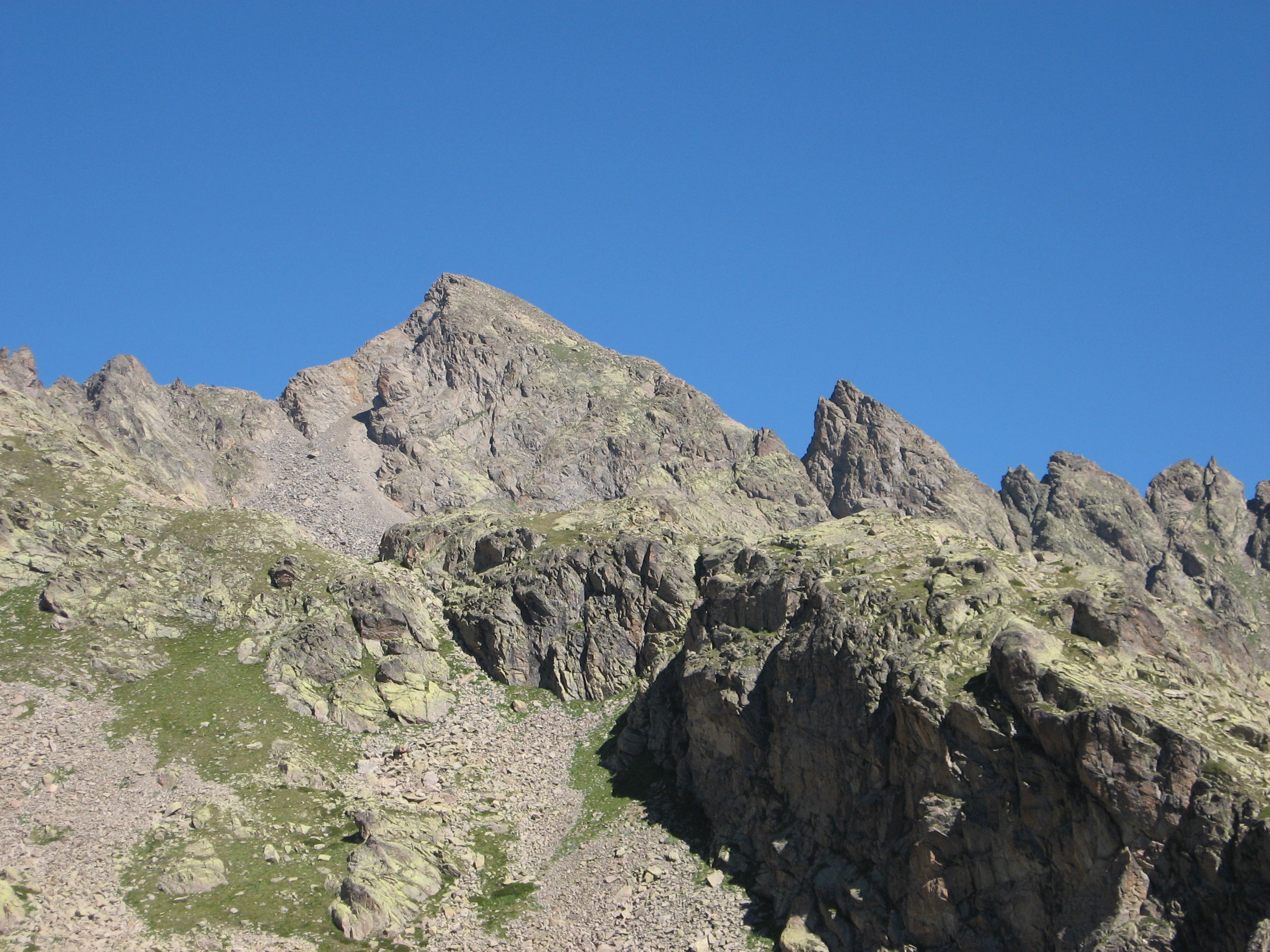
Cima Corborant

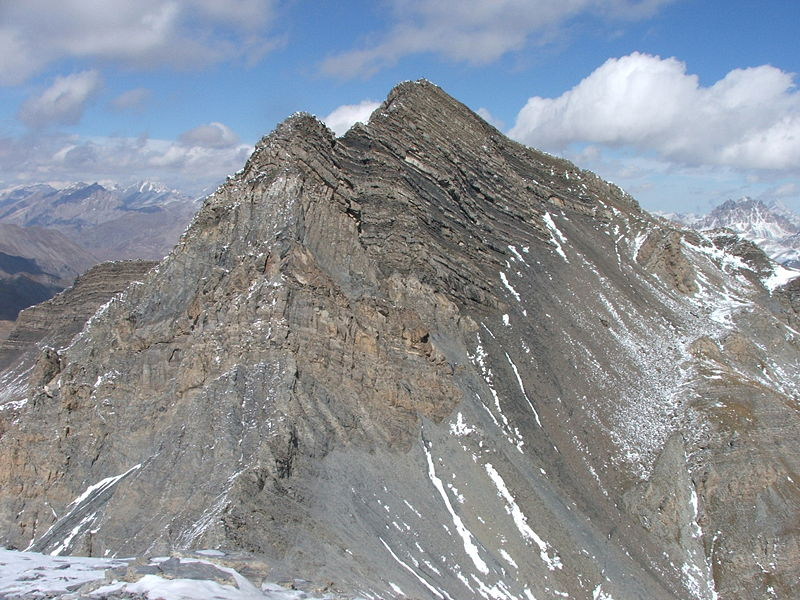
Enciastraia

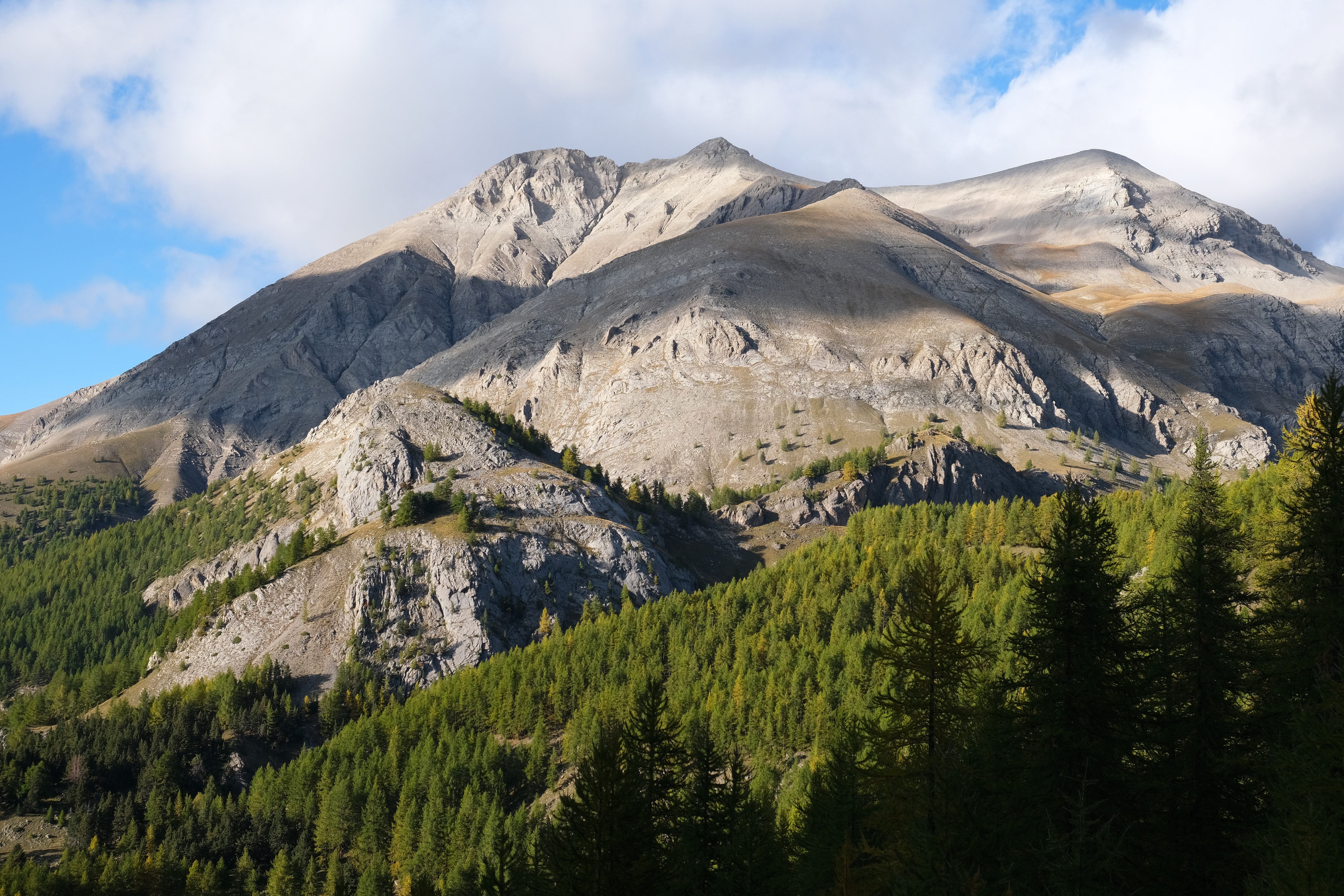
Monte Pelat

    - Costiera Frisson-Bussaia (A.1.b)
    - Displuvio Castérine-Caramagne (A.1.c)

  - Nodo di Vernasca (A.2)
    - Cresta Vernasca-Lago dell'Agnel (A.2.a)
    - Costiera del Monte Carbonè (A.2.b)
    - Contrafforte della Charnassère (A.2.c)

  - Costiera Basto-Grand Capelet (A.3)
    - Cresta Lusiera-Ciamineias (A.3.a)
    - Nodo del Basto (A.3.b)
    - Contrafforte del Lago Autier (A.3.c)
    - Costiera del Grand Capelet (A.3.d)
    - Nodo del Monte Bego (A.3.e)
    - Nodo del Diavolo (A.3.f)
    - Nodo dei Tre Comuni (A.3.g)

  - Gruppo del Gelas (A.4)
    - Gruppo Clapier-Maledia (A.4.a)
      - Nodo del Monte Clapier (A.4.a/a)
      - Nodo della Maledia (A.4.a/b)

    - Nodo del Gelas (A.4.b)
      - Cresta del Gelas (A.4.b/a)
      - Contrafforte della Siula (A.4.b/b)
      - Cresta della Serra del Praiet (A.4.b/c)
      - Cresta della Maura (A.4.b/d)
      - Costiera di Monte Colomb (A.4.b/e)
      - Massiccio del Ponset (A.4.b/f)
      - Massiccio del Neiller (A.4.b/g)
      - Massiccio di Saint-Robert (A.4.b/h)
- Catena Argentera-Pépoiri-Matto (B)
  - Gruppo di Brocan (B.5)
    - Nodo dell'Agnel (B.5.a)
      - Cresta dell'Agnel (B.5.a/a)
      - Contrafforte Fenestrelle-Ciamberline (B.5.a/b)
      - Crestone di Tre Coulpes (B.5.a/c)
      - Costiera dell'Agnellière (B.5.a/d)

    - Catena Ghiliè-Brocan-Nasta (B.5.b)
      - Nodo di Ghiliè (B.5.b/a)
      - Sottogruppo del Pelago (B.5.b/b)
      - Costiera Brocan-Baus (B.5.b/c)
      - Gruppo di Nasta (B.5.b/d)
      - Gruppo del Mercantour (B.5.b/e)

  - Gruppo dell'Argentera (B.6)
    - Massiccio dell'Argentera (B.6.a)
      - Serra dell'Argentera (B.6.a/a)
      - Contrafforte Cima Genova-Madre di Dio (B.6.a/b)
      - Contrafforte Corno Stella-Guide (B.6.a/c)

    - Catena dell'Oriol (B.6.b)
      - Costiera della Cima dell'Oriol (B.6.b/a)
      - Sottogruppo dell'Asta (B.6.b/b)

  - Gruppo Pagarì di Salèse-Pépoiri(B.7)
    - Nodo di Pagarì di Salèse (B.7.a)
    - Catena Pépoiri-Giraud-Tournairet (B.7.b)
      - Catena Pépoiri-Giraud (B.7.b/a)
      - Catena Chalance-Tournairet (B.7.b/b)

  - Gruppo Bresses-Prefouns-Claus(B.8)
    - Nodo di Bresses (B.8.a)
    - Gruppo di Prefouns (B.8.b)
      - Massiccio di Tablasses (B.8.b/a)
      - Massiccio di Prefouns (B.8.b/b)
      - Sottogruppo del Giegn (B.8.b/c)
      - Gruppo del Mont Saint-Sauveur (B.8.b/d)

  - Gruppo Malinvern-Matto-Lombarda (B.9)
    - Gruppo Testa Malinvern-Monte Matto (B.9.a)
      - Nodo della Testa di Malinvern (B.9.a/a)
      - Nodo del Monte Matto (B.9.a/b)
      - Contrafforte della Gorgia Cagna (B.9.a/c)

    - Gruppo della Lombarda (B.9.b)
      - Nodo della Lombarda (B.9.b/a)
      - Costiera Orgials-Aver (B.9.b/b)
- Catena Corborant-Tenibres-Enciastraia (C)
  - Gruppo Autaret-Corborant (C.10)
    - Gruppo Autaret-Lausfer (C.10.a)
      - Nodo del Lausfer (C.10.a/a)
      - Costiera Mouton-Steliere (C.10.a/b)
      - Nodo della Guercia (C.10.a/c)
      - Gruppo dell'Autaret (C.10.a/d)

    - Gruppo Collalunga-Corborant (C.10.b)
      - Nodo di Collalunga (C.10.b/a)
      - Nodo del Corborant (C.10.b/b)
      - Sottogruppo delle Chalanches (C.10.b/c)
      - Dorsale Gioffredo-Laroussa (C.10.b/d)

  - Gruppo del Tenibres (C.11)
    - Gruppo dell'Ischiator (C.11.a)
      - Nodo dell'Ischiator p.d. (C.11.a/a)
      - Costiera Rostagno-Costabella (C.11.a/b)
      - Costiera della Rocca Rossa (C.11.a/c)

    - Massiccio del Tenibres (C.11.b)
    - Nodo dell'Ubac (C.11.c)
      - Cresta dell'Ubac (C.11.c/a)
      - Costiera del Piz (C.11.c/b)

    - Nodo Clai-Vens-Blancias (C.11.d)
      - Cresta Borgonio-Blancias (C.11.d/a)
      - Sottogruppo del Clai (C.11.d/b)
      - Costiera Peiron-Rocca Verde (C.11.d/c)
      - Costiera di Tortisse (C.11.d/d)

  - Gruppo Enciastraia-Siguret (C.12)
    - Gruppo dell'Enciastraia (C.12.a)
      - Gruppo Aiga-Pe Brun (C.12.a/a)
      - Nodo dell'Enciastraia (C.12.a/b)

    - Catena Siguret-Fer-Pelouse (C.12.b)
      - Gruppo della Tête de la Pelouse (C.12.b/a)
      - Gruppo Tête de Siguret-Tête de Fer (C.12.b/b)

  - Massiccio Bonette-Mourre Haut-Chevalier (C.13)
    - Gruppo della Bonette (C.13.a)
    - Gruppo Morre Haut (C.13.b)
    - Gruppo del Chevalier (C.13.c)
- Catena Côte de l'Ane-Mounier (D)
  - Gruppo della Côte de l'Ane (D.14)
    - Nodo della Côte de l'Ane (D.14.a)
    - Catena Bolofre-Pal (D.14.b)

  - Gruppo del Monte Mounier (D.15)
    - Nodo del Monte Rougnous (D.15.a)
    - Nodo del Monte Mounier (D.15.b)
    - Nodo del Dôme de Barrot (D.15.c)
    - Nodo della Tête de Périal (D.15.d)
- Catena Pelat-Frema-Grand Coyer (E)
  - Gruppo del Monte Pelat (E.16)
  - Gruppo della Frema (E.17)
    - Nodo della Frema (E.17.a)
    - Catena del Mont Saint Honorat (E.17.b)

  - Gruppo del Grand Coyer (E.18)
    - Catena dei Coyers (E.18.a)
    - Catena Courradour-Puy de Rent-Chamatte (E.18.b)

I due supergruppi: Gruppo Gelas-Grand Capelet e Catena Argentera-Pépoiri-Matto nel loro insieme vengono anche detti Alpi dell'Argentera e del Mercantour oppure Alpi Marittime Orientali. Gli altri tre supergruppi: Catena Corborant-Tenibres-Enciastraia, Catena Côte de l'Ane-Mounier e Catena Pelat-Frema-Grand Coyer nel loro insieme vengono anche detti Alpi del Tenibres e del Pelat oppure Alpi Marittime Occidentali.

## Vette principali

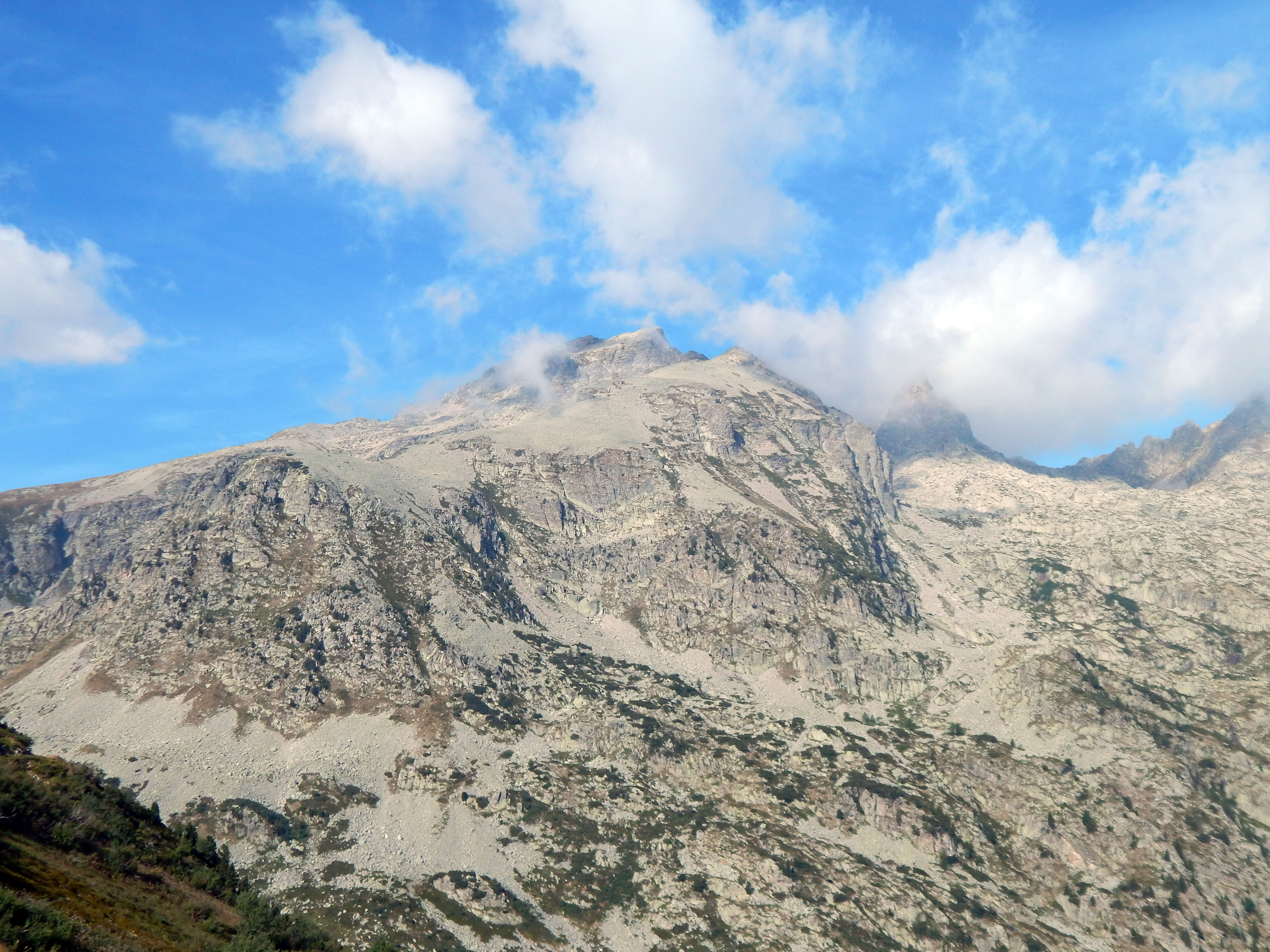
Rocca dell'Abisso

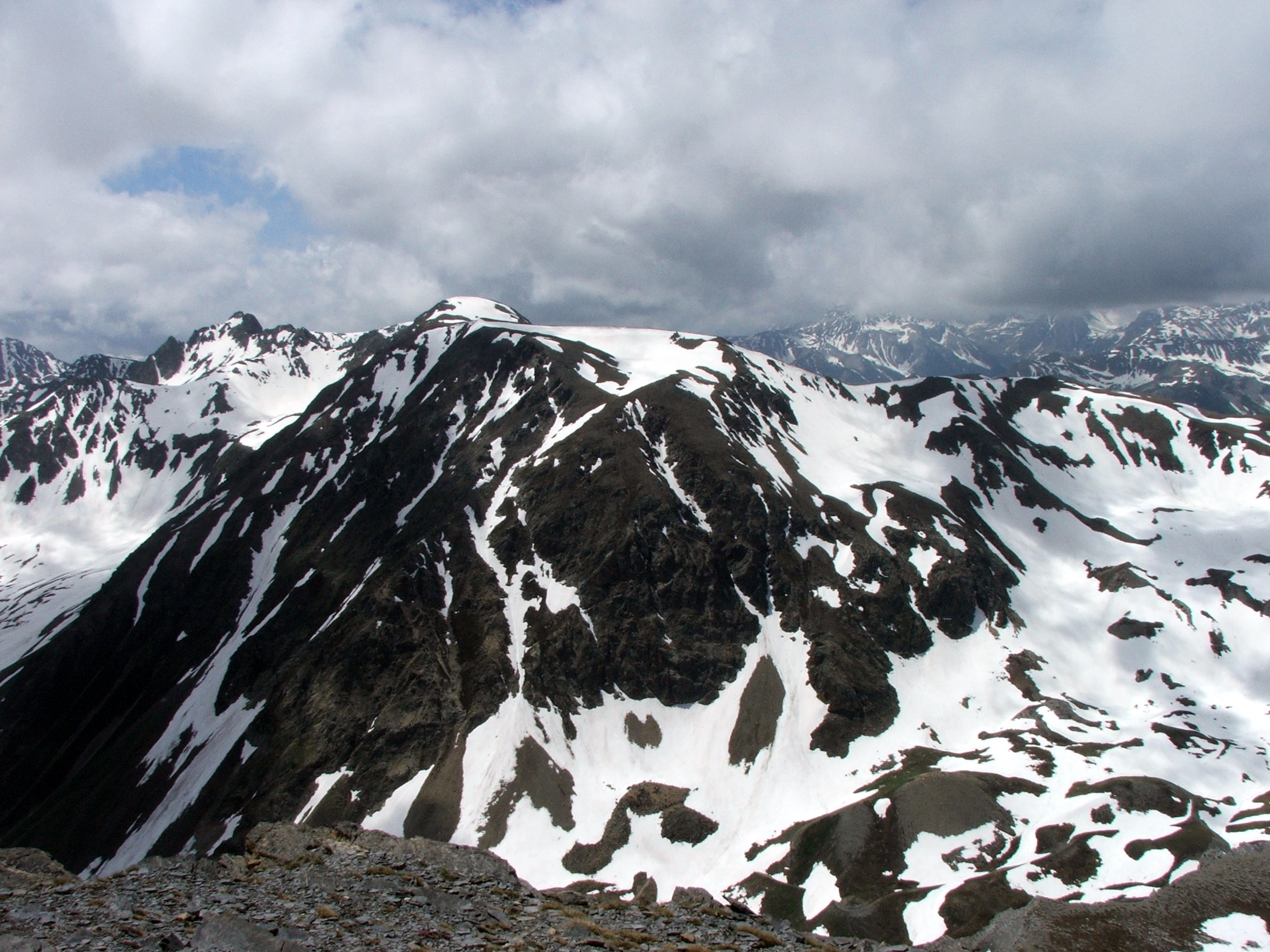
Cima del Bal

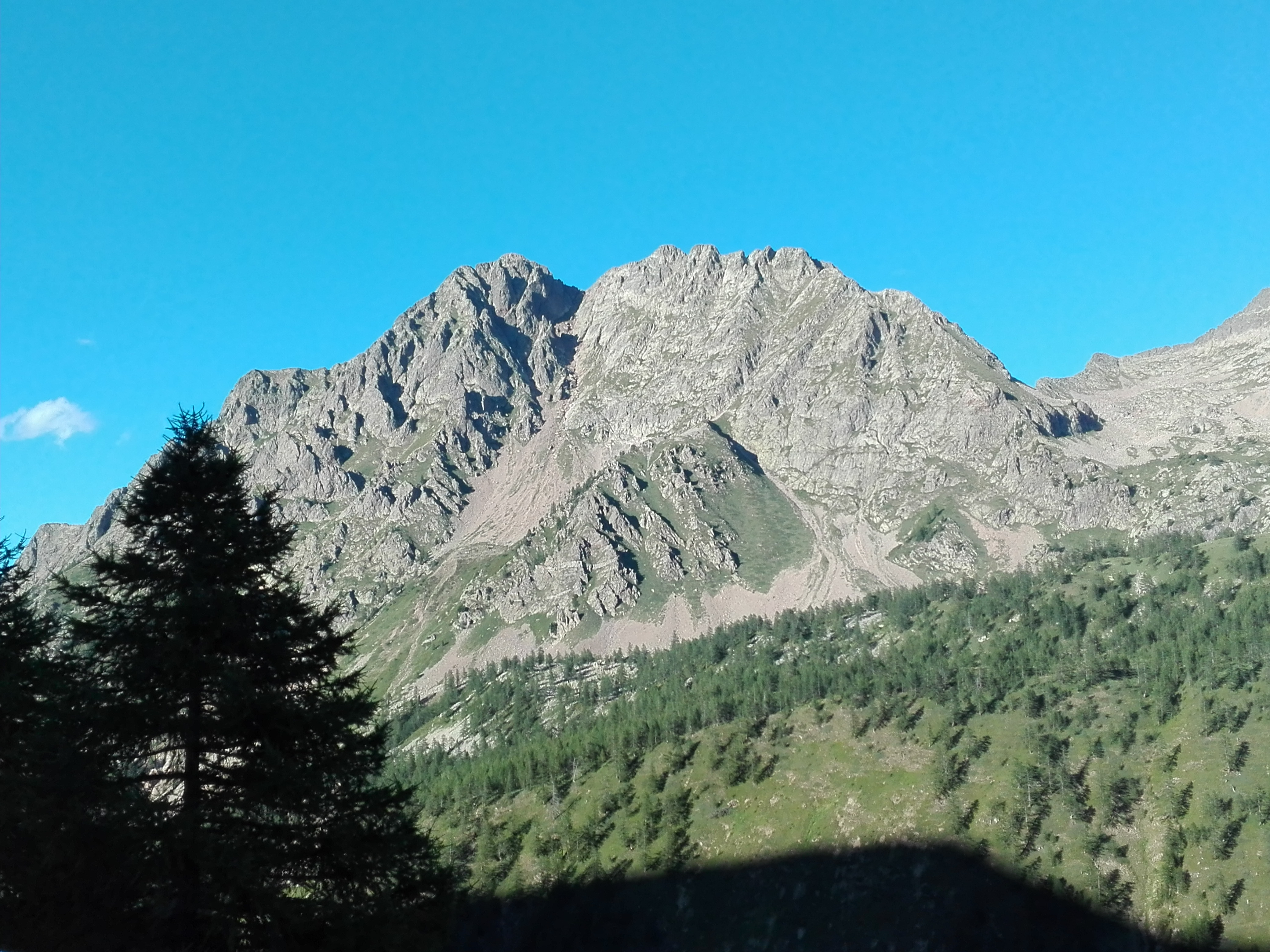
Punta Maladecia

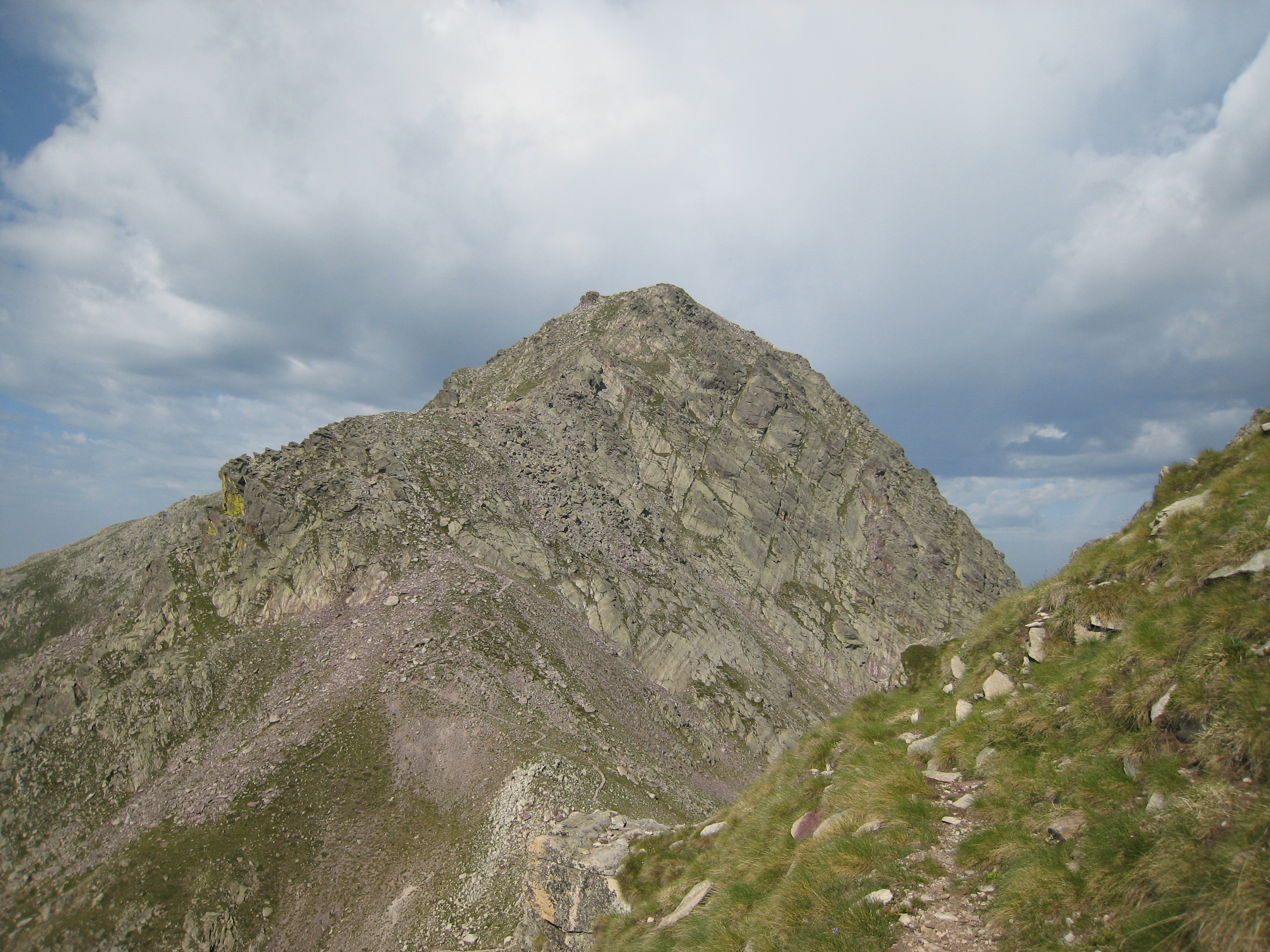
Cima del Diavolo

Le montagne principali delle Alpi Marittime sono:
- Monte Argentera - 3297 m
- Monte Stella - 3262 m
- Monte Gelàs - 3143 m
- Cima di Nasta - 3108 m
- Monte Matto - 3097 m
- Baus - 3072 m
- Cima Maledia - 3061 m
- Cima di Brocan - 3054 m
- Monte Pelat - 3053 m
- Corno Stella - 3050 m
- il Bastione - 3047 m
- Monte Clapier - 3046 m
- Tête de Siguret - 3032 m
- Monte Tenibres - 3031 m
- Monte Cimet - 3020 m
- Cima di Corborant - 3010 m
- Rocca Valmiana - 3006 m
- Becco Alto d'Ischiator o Grand Cimon de Rabuons - 2998 m
- Rocca Rossa - 2995 m
- Testa dell'Ubac - 2991 m
- Claï Supérieur - 2982 m
- Testa della Rovina - 2981 m
- Rocca la Paur - 2972 m
- Cima Las Blancias - 2970 m
- Cima de Cessole - 2960 m
- Monte Enchastraye - 2955 m
- Cima di Vens Sud - 2952 m
- Asta Soprana - 2950 m
- Cima Oriol - 2943 m
- Testa Malinvern - 2939 m
- Caire dell'Agnel - 2935 m
- Grand Capelet - 2935 m
- Punta di Schiantalà - 2931 m
- Cima dell'Agnel - 2927 m
- Dente del Vallone - 2927 m
- Cayres de Cougourde - 2921 m
- Mont Chaminèyes - 2921 m
- Cima Saint Robert - 2917 m
- Cima Mondini - 2915 m
- Pointe Côte de l'Ane - 2915 m
- Becco Alto del Piz - 2912 m
- Cima di Valrossa Nord - 2909 m
- Testa del Claus - 2889 m
- Punta Giegn - 2888 m
- Monte Bego - 2873 m
- Monte Carboné - 2873 m
- Guglia Grande della Lausa - 2852 m
- Testa Tablasses - 2851 m
- Caire Prefouns - 2840 m
- Cima del Bal - 2830 m
- Testa di Bresses Nord - 2830 m
- Monte Ponset - 2828 m
- Testa delle Portette - 2821 m
- Punta Savina - 2821 m
- Monte Mounier - 2818 m
- Cima delle Lose - 2813 m
- Cime de Pal - 2812 m
- Monte Peiron - 2796 m
- Tête du Basto Nord - 2794 m
- Monte Neiglier - 2786 m
- Mont Pélago - 2768 m
- Testa dell'Autaret - 2763 m
- Rocca dell'Abisso - 2755 m
- Punta Maladecia - 2745 m
- Monte dell'Aver - 2745 m
- Testa Gias dei Laghi - 2739 m
- Cayre des Conques - 2720 m
- Testa Rognosa della Guercia - 2693 m
- Cima del Diavolo - 2686 m
- Rocca di San Bernolfo - 2681 m
- Monte Pépoiri - 2674 m
- Monte Frisson - 2637 m
- Rocca Soprana di San Giovanni - 2628 m
- Punta dei Tre Comuni - 2080 m
- Puy de Rent - 1996 m

## Valichi alpini

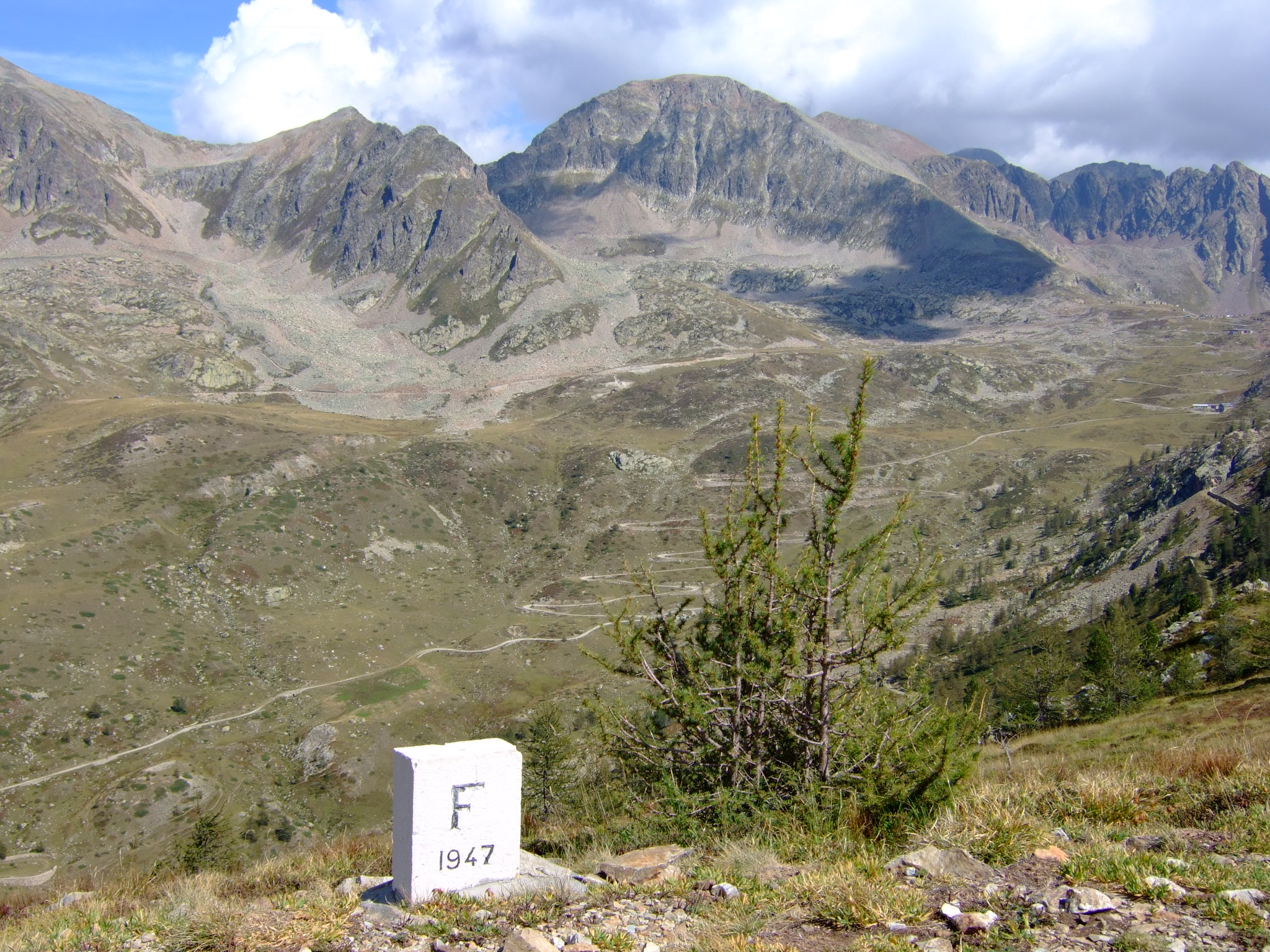
Colle della Lombarda

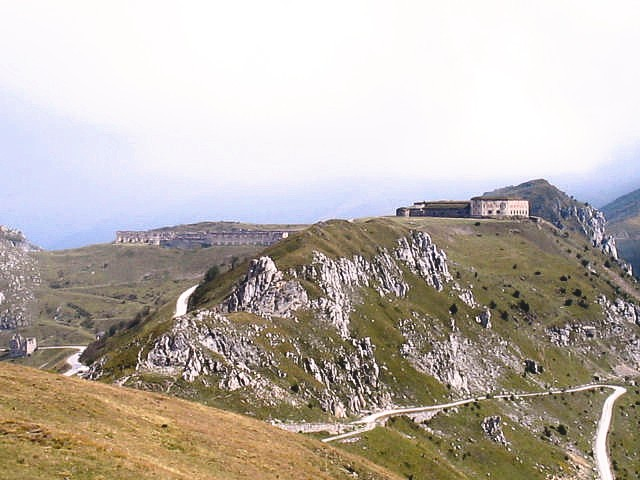
Col di Tenda

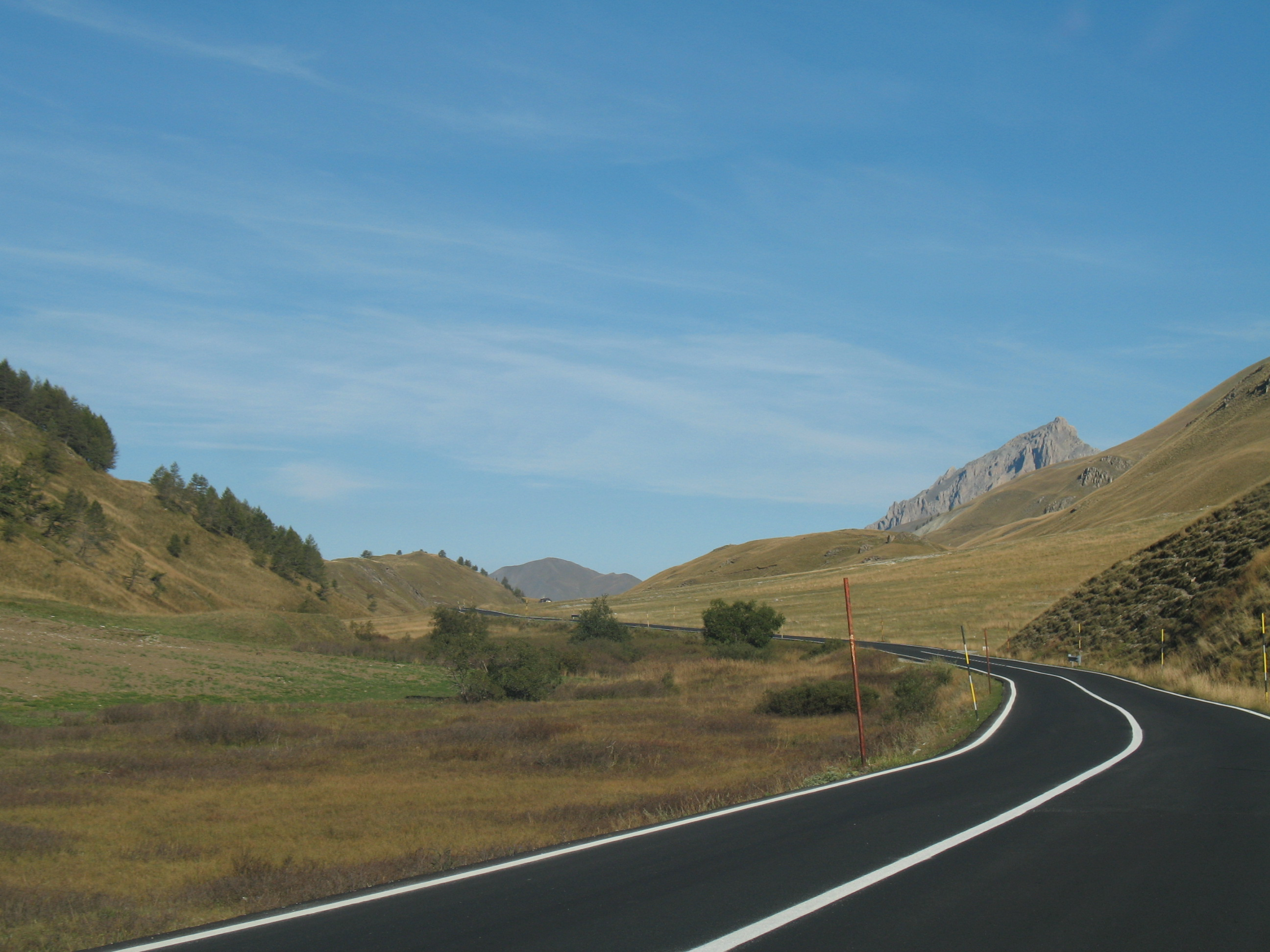
Colle della Maddalena

I principali valichi alpini delle Alpi Marittime sono:
| nome                       | luogo                                          | tipo                                       | altezza (metri) |
| -------------------------- | ---------------------------------------------- | ------------------------------------------ | --------------- |
| Colle della Bonette        | Dalla valle della Tinea a Barcelonnette        | strada                                     | 2 715           |
| Colle di Restefond         | Dal Colle della Bonette a Barcelonnette        | strada                                     | 2 680           |
| Bassa di Druos             | Dalla valle della Tinea alle Terme di Valdieri | sentiero difficile                         | 2 630           |
| Colle di Ciriegia          | Da Saint-Martin-Vésubie alle Terme di Valdieri | sentiero difficile                         | 2 551           |
| Colle des Granges Communes | Da Saint-Étienne-de-Tinée a Barcelonnette      | sentiero difficile                         | 2 512           |
| Colle di Pourriac          | Dalla valle della Tinea ad Argentera           | sentiero                                   | 2 506           |
| Colle di Guercia           | Dalla valle della Tinea a Vinadio              | sentiero                                   | 2 451           |
| Colle della Lombarda       | Da Isola a Vinadio                             | strada                                     | 2 350           |
| Colle della Cayolle        | Dalla valle del Varo a Barcelonnette           | strada                                     | 2 327           |
| Colle del Sabion           | Da Tenda a Valdieri                            | sentiero difficile                         | 2 264           |
| Colle d'Allos              | Dalla valle del Verdon a Barcelonnette         | strada                                     | 2 250           |
| Colle della Maddalena      | Da Barcelonnette a Cuneo                       | strada                                     | 1 995           |
| Colle di Tenda             | Da Tenda a Cuneo                               | strada, tunnel stradale tunnel ferroviario | 1 873           |
| Baisse de la Cabanette     | da Lucerame a Lantosca                         | strada                                     | 1 372           |

## Tutela
Entrambi i versanti delle Alpi Marittime sono sottoposti a protezione: sul lato italiano si estende il Parco Naturale delle Alpi Marittime, sul lato francese, il Parco nazionale del Mercantour, noto a livello mondiale per la Valle delle Meraviglie, sito caratterizzato dalla presenza di migliaia di incisioni rupestri risalenti quasi tutte all'età del Bronzo. I due parchi confinano per oltre 35 chilometri e concorrono a formare, insieme, un'area protetta di oltre 100 000 ettari, che, in un futuro non troppo remoto, potrebbe diventare il primo esempio di Parco internazionale transfrontaliero.
Le Alpi Marittime sono candidate a patrimonio dell'umanità dell'UNESCO.

### Approfondimenti
Per approfondire:
- Le Alpi Marittime in Fotografia.: dalla valle Vermenagna alle valli Gesso e Stura di Demonte, dal colle di Tenda alla Maddalena, senza dimenticare le vallate d'Oltralpe, a cura di Claudio Trova.
- Flora delle Alpi Marittime.: sito che presenta la catalogazione botanica completa e aggiornata di fiori e piante delle Alpi Marittime, a cura di Giorgio Pellegrino.
- Guida delle Alpi Marittime, su france-voyage.com. URL consultato il 18 giugno 2008 (archiviato dall'url originale il 1º ottobre 2008).
- (FR) Sito istituzionale del Parco Nazionale del Mercantour, su parc-mercantour.fr. URL consultato il 1º marzo 2023.